# Gamergate (formiga)

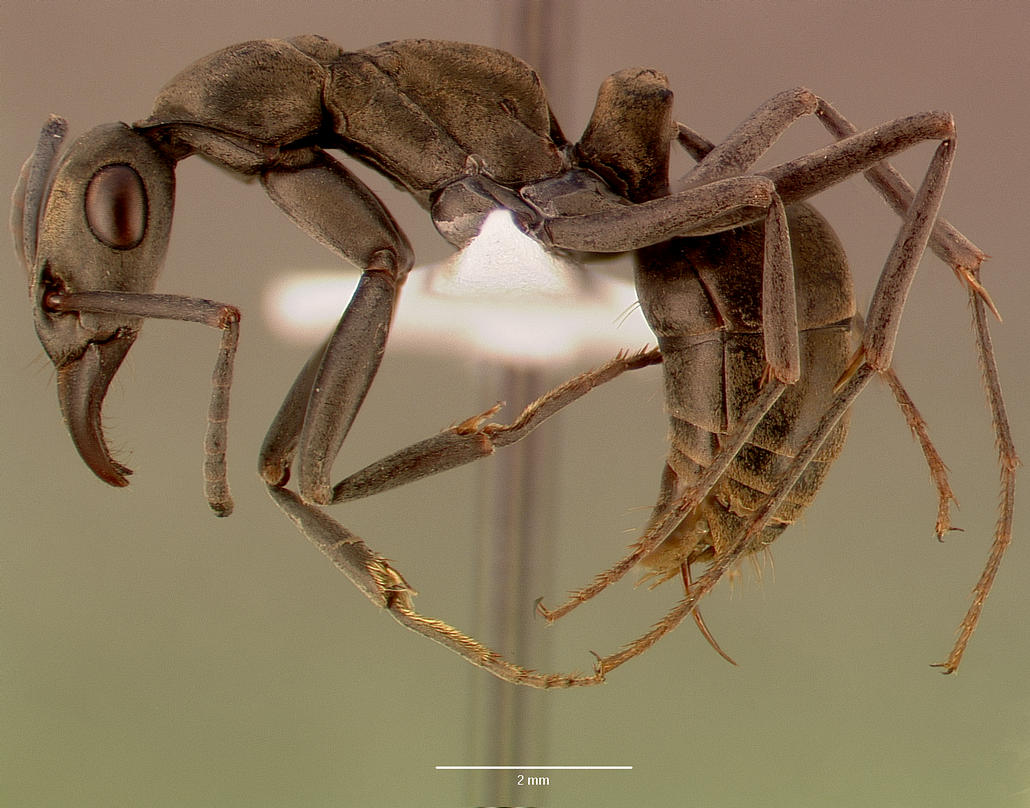
Visão lateral de uma operária fêmea Bothroponera strigulosa, a formiga para qual o termo "gamergate" foi originalmente cunhado.

Uma gamergate é uma formiga operária reprodutivamente viável, capaz de reproduzir com machos maduros quando a colônia estiver em falta de uma rainha. Mais comumente ocorrente em colônias de espécies primitivas das subfamílias poneromorfas, as fêmas gamergate diferem-se de suas colegas operárias por uma combinação de elevada fecundidade e mutilação, relacionada a agressões, às características sexuais secundárias das competidoras. Subsequentemente ao seu primeiro acasalamento, porém, a agressão não é mais necessária, pois a fêmea secreta sinais químicos que levam as demais operárias a aceitar seu papel como reprodutora da colônia.

## Etimologia
O termo "gamergate" deriva-se das palavras gregas γάμος (gámos) e ἐργάτης (ergátēs), e significa "operária casada". Foi cunhado em 1983 pelo geneticista William L. Brown e foi usado primeiramente na literatura científica pelos entomologistas Christian Peeters e Robin Crewe em um artigo científico de 1984 publicado na revista Naturwissenschaften.

## Géneros de formigas com gamergates
Esta lista pode estar incompleta e precisar de ser expandida
- sub-famílias Poneromorph
  - Amblyoponinae
    - Stigmatomma[3][nota 2]

  - Ectatomminae
    - Gnamptogenys[4]
    - Rhytidoponera[5]

  - Ponerinae
    - Bothroponera[6]
    - Diacamma[6][7]
    - Dinoponera[6][8]
    - Euponera[9]
    - Hagensia[6]
    - Harpegnathos[6][10]
    - Leptogenys[6]
    - Ophthalmopone[6][11]
    - Platythyrea[6][12]
    - Pseudoneoponera[6]
    - Streblognathus[6][13]
    - Thaumatomyrmex[6]
- Myrmeciinae

- Myrmecia

- Myrmicinae

- Metapone